# Zvěrotice
Zvěrotice är en ort i Tjeckien.   Den ligger i regionen Södra Böhmen, i den centrala delen av landet, 90 km söder om huvudstaden Prag. Zvěrotice ligger 448 meter över havet och antalet invånare är 361.
Terrängen runt Zvěrotice är platt. Runt Zvěrotice är det ganska glesbefolkat, med 25 invånare per kvadratkilometer. Närmaste större samhälle är Tábor, 17,0 km norr om Zvěrotice. Trakten runt Zvěrotice består till största delen av jordbruksmark.